# Вільйота-дель-Парамо
Вільйота-дель-Парамо (ісп. Villota del Páramo) — муніципалітет в Іспанії, у складі автономної спільноти Кастилія-і-Леон, у провінції Паленсія. Населення — 362 особи (2010).
Муніципалітет розташований на відстані близько 260 км на північ від Мадрида, 65 км на північний захід від Паленсії.
На території муніципалітету розташовані такі населені пункти: (дані про населення за 2010 рік)
- Асера-де-ла-Вега: 101 особа
- Сан-Андрес-де-ла-Регла: 59 осіб
- Вільйосілья-де-ла-Вега: 56 осіб
- Вільйота-дель-Парамо: 146 осіб

## Демографія
Динаміка населення (INE ):